# Bart Wuyts
Bart Wuyts (* 15. September 1969 in Löwen) ist ein ehemaliger belgischer Tennisspieler.

## Karriere
Wuyts erreichte nie ein Finale auf der ATP Tour. Am nächsten kam er 1992, als er das Halbfinale des Grand Prix Hassan II in Marokko erreichte und Halbfinalist beim italienischen Bologna Outdoor war. Ihm gelangen außerdem Viertelfinalteilnahmen bei den Guarujá Open 1991, den Dutch Open 1992, den San Marino Open 1992 und dem Grand Prix Hassan II 1993. Wuyts gewann fünf Grand-Slam-Matches während seiner Karriere. Seine beste Leistung gelang ihm mit dem Einzug in die dritten Runde bei den French Open 1992, nachdem er den an Position sechs gesetzten Guy Forget in drei Sätzen besiegte. Auf der Challenger Tour gewann er drei Titel auf Sand.
Von 1988 bis 1994 war er Bestandteil der belgischen Davis-Cup-Mannschaft und beendete seine Karriere mit einer 15:7-Gesamtbilanz.

## Erfolge
| Legende                                               |
| Grand Slam                                            |
| Tennis Masters Cup                                    |
| ATP Masters Series                                    |
| ATP Championship Series ATP International Series Gold |
| ATP World Series ATP International Series             |
| ATP Challenger Series (3)                             |

### Einzel

#### Turniersiege
| Nr. | Datum           | Turnier  | Belag | Finalgegner        | Ergebnis      |
| --- | --------------- | -------- | ----- | ------------------ | ------------- |
| 1.  | 20. August 1989 | Odrimont | Sand  | Olivier Soules     | 0:6, 6:3, 6:1 |
| 2.  | 28. April 1991  | Lissabon | Sand  | Nuno Marques       | 6:2, 6:4      |
| 3.  | 7. Juli 1991    | Porto    | Sand  | Martin Wostenholme | 6:3, 7:5      |